# 滨海贝尼耶尔
滨海贝尼耶尔（法語：Bernières-sur-Mer, 法語：[bɛʁnjɛʁ syʁ mɛʁ] ⓘ）是法国卡尔瓦多斯省的一个市镇，属于卡昂区。

## 地理
滨海贝尼耶尔（49°19'56"N, 0°25'19"W）面积7.66 平方千米，位于法国诺曼底大区卡爾瓦多斯省，该省份为法国西北部沿海省份，北濒大西洋英吉利海峡，东北与滨海塞纳省以海上边界相接，东临厄尔省，南至奧恩省，西与芒什省接壤。
与滨海贝尼耶尔接壤的市镇（或旧市镇、城区）包括：滨海贝尼、滨海库尔瑟勒、杜夫尔-拉代利夫朗德、滨海圣欧班。

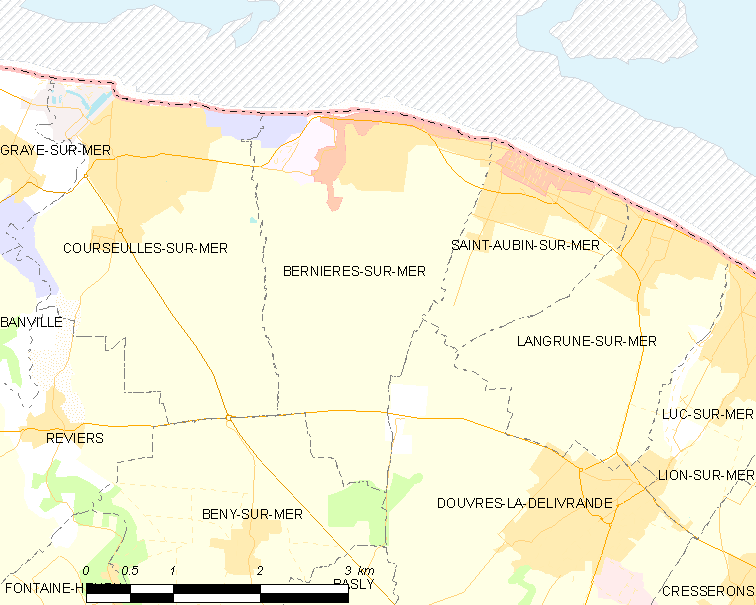
滨海贝尼耶尔的OSM定位图

滨海贝尼耶尔的时区为UTC+01:00、UTC+02:00（夏令时）。

## 行政
滨海贝尼耶尔的邮政编码为14990，INSEE市镇编码为14066。

## 政治
滨海贝尼耶尔所属的省级选区为滨海库尔瑟勒县。

## 人口

1962-2008年间滨海贝尼耶尔人口变化图示

滨海贝尼耶尔于2022年1月1日时的人口数量为2446人。